# Bodião-formosa
O bodião-formosa (Coris formosa), é uma espécie de bodião nativo de recifes do Indo-Pacífico, é similar ao bodião-de-Gaimard (Coris gaimard), pois no aquarismo é muito comum de ser confundido, ambos possuem a coloração juvenil similar, além de apresentarem o corpo laranja com listras brancas com contorno em preto, que lembra dos peixes-palhaço (Amphiprion). Assim como outras espécies de bodiões, possui um muco em sua pele que o protege de parasitas, além de também ser venenoso, o que acaba intoxicando seus predadores.

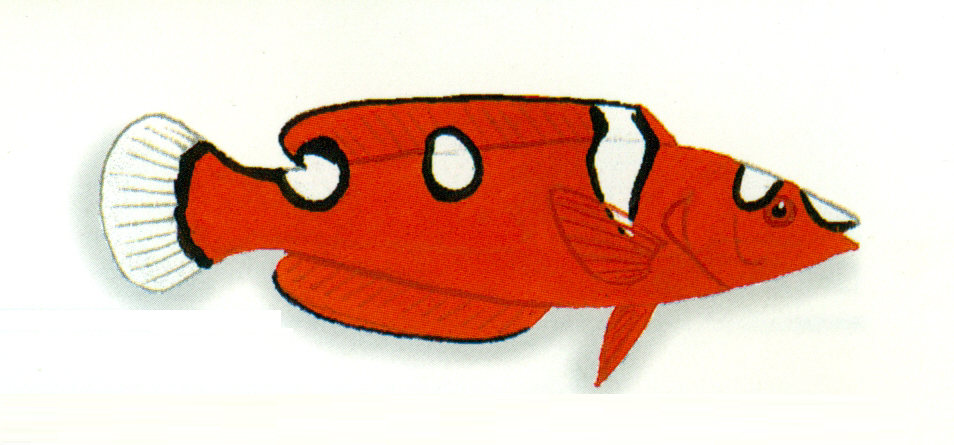
Ilustração de juvenil.

O bodião-formosa é nativo do Indo-Pacífico, podendo ser encontrado do Sri Lanka até Kwazulu-Natal, na costa da África do Sul para Madagascar e Indonésia. Erroneamente a espécie é confundida com o bodião-de-Gaimard nas águas do Pacífico Central.